# رودي كارغوس
رودي كارغوس (بالألمانية: Rudi Kargus)‏ ، من مواليد 15 أغسطس 1952 ، لاعب كرة قدم ألماني سابق.
لعب مع منتخب ألمانيا لكرة القدم.

## مسيرته الكروية
لعب رودي كارغوس خلال مسيرته الاحترافية مع 6 أندية في واحد وعشرون موسمًا ولم يسجل خلالها أي هدف ضمن 436 مباراة. حيث فاز في موسم واحد بالكأس وفي موسم واحد بالدوري.
خاض رودي كارغوس مسيرته مع فورماتيا فورمز ‏ في موسم 1970–71 لمدة موسم واحد، مشاركًا في 9 مباريات ولم يسجل أي هدف. ثم انتقل إلى نادي هامبورغ في موسم 1971–72 ليلعب معه تسعة مواسم، حيث شارك في 254 مباراة ولم يسجل أي هدف أيضًا. لينتقل بعدها إلى نادي نورنبرغ في موسم 1980–81 ليلعب معه خمسة مواسم، مشاركًا في 131 مباراة ولم يسجل أي هدف أيضًا. ثم انتقل إلى نادي كارلسروه في موسم 1984–85 ولمدة موسمين، مشاركًا في 22 مباراة ولم يسجل أي هدف أيضًا. هذا وانتقل لاحقًا إلى نادي فورتونا دوسلدورف في موسم 1986–87 لمدة موسم واحد، مشاركًا في 20 مباراة ولم يسجل أي هدف أيضًا. ثم انتقل بعدها إلى نادي كولن في موسم 1987–88 واستمر معه طيلة ثلاثة مواسم، لم يشارك في أي مباراة ولم يسجل أي هدف أيضًا.

## روابط خارجية
- رودي كارغوس على موقع الاتحاد الأوربي (الإنجليزية)
- رودي كارغوس على موقع قاعدة بيانات كرة القدم.إي يو (الإنجليزية)
- رودي كارغوس على موقع بيانات كرة القدم. دي إي (الألمانية)
- رودي كارغوس على موقع ناشيونال فوتبول تيمز (الإنجليزية)
- رودي كارغوس على موقع عالم كرة القدم.نت (الإنجليزية)